# Lynceus brevifrons
Lynceus brevifrons är en kräftdjursart som först beskrevs av Alpheus Spring Packard 1877.  Lynceus brevifrons ingår i släktet Lynceus och familjen Lynceidae. Inga underarter finns listade i Catalogue of Life.